# Vislava
Vislava (in ungherese Kisvajszló) è un comune della Slovacchia facente parte del distretto di Stropkov, nella regione di Prešov.